# Hugo Kapteina
Hugo Kapteina (* 23. Juni 1903 in Gelsenkirchen; † 20. April 1945 im Zuchthaus Brandenburg-Görden) war ein deutscher Arbeiter und Widerstandskämpfer gegen den Nationalsozialismus.

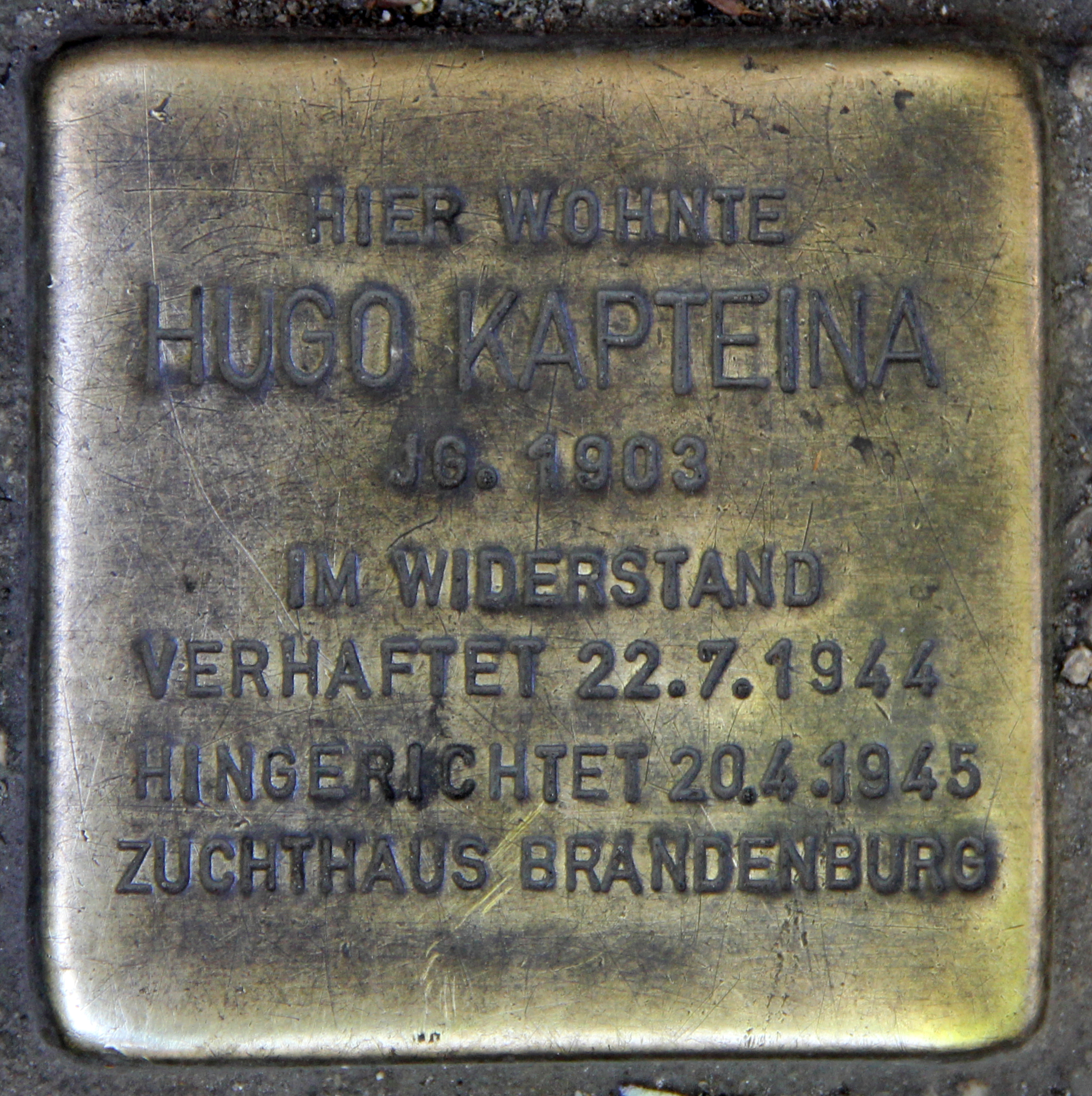
Stolperstein, Weserstraße 54, in Berlin-Neukölln

## Leben
Kapteina wurde als Sohn eines Bergarbeiters geboren, beide Eltern verstarben früh. Von 1924 bis 1928 studierte er an verschiedenen Universitäten während er mit Gelegenheitsarbeiten seinen Lebensunterhalt verdiente. 1928 zog er nach Berlin, hier schrieb er als freier Mitarbeiter für einige Zeitungen und Zeitschriften, darunter für die Welt am Abend und den Simplicissimus. 1933 schied er aus der gleichgeschalteten Schrifttumskammer aus. Er arbeitete danach als Zeitungsbote und Anstreicher. Nebenher setzte er seine Studien im Abendstudium fort. 
Ab 1943 war er als Konstrukteur bei der Firma Alkett in Berlin-Borsigwalde beschäftigt. Dort organisierte er eine Widerstandsgruppe, die sich an der Verbreitung „illegaler“ Schriften und an der Störung der Kriegsproduktion beteiligte. Sie schweißten zum Beispiel Panzerleiträder mit überhöhter Stromstärke, so dass die Schweißnähte nicht lange hielten. Die von Kapteina gegründete Widerstandsgruppe unterstützte außerdem ausländische Zwangsarbeiter und versuchte, diese in den Widerstand mit einzubeziehen. Kapteina verfasste das Manuskript „Die Gesellschaft“, das als Bildungsmaterial in verschiedenen Gruppen der Saefkow-Jacob-Bästlein-Organisation kursierte.
Am 22. Juli 1944 wurde er von einem Sonderkommando der Gestapo unter der Leitung von Horst Kopkow verhaftet und grausamen Verhören unterzogen. Trotzdem gelang es ihm, aus der Untersuchungshaft zu fliehen. Im Februar 1945 wurde er erneut verhaftet und am 15. Februar 1945 vom Volksgerichtshof wegen „Vorbereitung zum Hochverrat“ und „Feindbegünstigung“ zur Höchststrafe verurteilt und am 20. April 1945 im Zuchthaus Brandenburg-Görden hingerichtet.

## Ehrungen
- vor dem Haus Weserstraße 54 in Berlin-Neukölln wurde ein Stolperstein verlegt